# Arturo Di Corinto
Arturo Di Corinto (Lanciano, 23 agosto 1967) è un giornalista, saggista e attivista italiano.

## Biografia
È nato a Lanciano e vive a Roma. Si occupa e scrive di diritti digitali, free software, copyright, sicurezza informatica, crittografia, Internet governance
.
Laureato in psicologia cognitiva all'università La Sapienza di Roma e specializzato in psicologia della percezione e della persuasione all'Università di Stanford a Palo Alto, negli anni novanta è sysop di una delle prime BBS italiane, Avana BBS.
Dal 1994 ha collaborato con i quotidiani Il Manifesto, Il Sole 24 ore, La Stampa, Liberazione, l'Unità, Aprileonline, Wired , Punto Informatico, Apogeonline, L'Espresso, trattando prevalentemente temi relativi a Internet e alla tecnologia. Scrive regolarmente per La Repubblica e Il Manifesto.
È stato responsabile della comunicazione presso il Centro Nazionale per l'Informatica nella Pubblica Amministrazione, CNIPA dal 2005 al 2009 collaborando alla rivista Innovazione, e successivamente presso il dipartimento per la digitalizzazione e l'innovazione della Presidenza del Consiglio dei Ministri fino al 2012. È stato direttore del portale italia.it fino alla data delle polemiche dimissioni in cui ha parlato di fatti delinquenziali relativi alla gestione governativa del progetto.
Attivista per i diritti digitali è stato tra i fondatori di Avana BBS, Network, Megachip, Isole nella Rete, Aprile on line, Il Secolo della Rete. Ha collaborato alla realizzazione della trasmissione di RaiNews24 "Salva con nome" sui temi informatici. Ha scritto il libro Revolution OS II sul tema del software libero. È stato membro del comitato scientifico della Conferenza Italiana sul Software Libero negli anni 2010, 2011 e 2012 Docente a contratto di "Comunicazione Mediata dal Computer" presso la facoltà di Scienze della Comunicazione dell'Università Sapienza di Roma dal 2004 al 2009, ha ospitato in lezione Richard Stallman e Bruce Perens..
Nel 2009 è tra i promotori della Carta dei cento per il libero Wi-Fi Nel 2010 è fra gli attivisti della protesta contro il decreto intercettazioni, la cosiddetta "legge Bavaglio" creando il sito nobavaglio.org attraverso il quale sono state raccolte 250.000 firme contro la proposta.
Ha partecipato nel 2014 come relatore alla quinta edizione della Leopolda di Matteo Renzi per redigere la carta dei diritti digitali.
Nel 2015 diventa editor di CheFuturo, rivista online su innovazione e internet fondata da Riccardo Luna.
Dal 2017 al 2019 è stato Direttore della comunicazione del Laboratorio Nazionale di Cybersecurity del CINI.
Dal 2022 si occupa di comunicazione presso l'Agenzia per la cybersicurezza nazionale.

## Opere
- Hacktivism. La libertà nelle maglie della rete, Manifestolibri, A.Di Corinto, T. Tozzi, 2002, ISBN 8872852498
- L’innovazione necessaria, 2006. ISBN 88-6084-038-4
- Revolution OS II. Software libero, proprietà intellettuale, cultura e politica., Apogeo, 2006. ISBN 978-8850323272
- I nemici della rete, BUR Biblioteca Univ. Rizzoli, A.Di Corinto, A. Gilioli, 2010. ISBN 978-8817042758
- Un dizionario hacker, Manni, 2014. ISBN 978-8862665162
- Il futuro trent’anni fa. Quando Internet è arrivata in Italia, Manni, 2017. ISBN 978-8862667982
- Riprendiamoci la rete! Piccolo manuale di Autodifesa digitale per giovani generazioni, Eurilink, 2019. ISBN 978-88-85622-76-0